# 富爾馬灣
富爾馬灣是南極洲的海灣，位於南奧克尼群島中科羅內申島西岸，處於摩頓角和里特恩角之間，寬2公里，該海灣在1821年12月被發現。
60°37′S 46°1′W / 60.617°S 46.017°W